# جاك أرنفيلد
جاك أرنفيلد (بالإنجليزية: Jack Arnfield)‏ مواليد 22 مايو 1989 في دربي، ديربيشاير، هو ملاكم محترف بريطاني يصنف ضمن فئة الوزن المتوسط.

## إحصائيات
خاض خلال مسيرته 24 نزالا، فاز في 22 وخسر في 2. فاز بالضربة القاضية في 5 نزالات.

## روابط خارجية
- جاك أرنفيلد على موقع بوكس ريك (الإنجليزية) (registration required)